# 艾里永
艾里永（法語：Airion，法語發音：[ɛʁjɔ̃]）是法国瓦兹省的一个市镇，属于克莱蒙区。

## 地理
艾里永（49°25'29"N, 2°24'48"E）面积6.73 平方千米，位于法国上法蘭西大區瓦兹省，该省份为法国北部内陆省份，北起索姆省，西接厄尔省和滨海塞纳省，南至塞纳-马恩省和瓦兹河谷省，东临埃纳省。
与艾里永接壤的市镇（或旧市镇、城区）包括：阿夫勒希、阿涅茨、埃尔克里、埃图伊、菲茨詹姆斯、拉梅库尔。

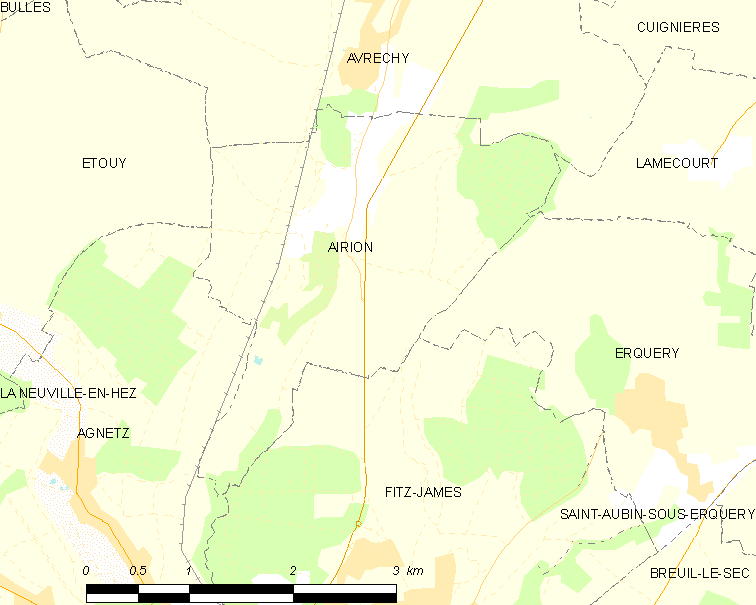
艾里永的OSM定位图

艾里永的时区为UTC+01:00、UTC+02:00（夏令时）。

## 行政
艾里永的邮政编码为60600，INSEE市镇编码为60008。

## 政治
艾里永所属的省级选区为圣瑞斯特昂绍塞县。

## 人口

1962-2008年间艾里永人口变化图示

艾里永于2022年1月1日时的人口数量为389人。